# La petita Polon
La petita Polon (おちゃめ神物語コロコロポロン, Ochamegami Monogatari Korokoro Poron, lit: 'La rodaire Polon, història de una deessa entremaliada'), és una sèrie anime musical de televisió basada en la mitologia grega i en la sèrie de manga de 1977 Olympus no Pollon (オリンポスのポロン, Orinpus no Poron, lit: 'Polon de l'Olimp') per Hideo Azuma. L'anime es compon de 46 episodis i va ser emès al Japó per Fuji TV de maig de 1982 a març de 1983. S'ha doblat al català.
La sèrie destaca per la seva fidel interpretació dels déus del Mont Olimp com a éssers fal·libles que sucumbeixen a defectes i debilitats humanes reals, com l'egoisme, enrabiades, disbauxa, mandra i vanitat.

## Història
El personatge principal de la història és Polon, una nena precoç i dolça que és filla del Déu del Sol, Apol·lo. L'objectiu de Polon a la vida és créixer fins a convertir-se en una deessa bella i poderosa. Intenta fer bones accions i ajudar en tot el que pugui per aconseguir l'estatus de divinitat. Invariablement, els seus intents surten malament i acaben causant problemes importants tant als déus de l'Olimp com als seus súbdits humans. No obstant això, el cor amable, la perseverança i l'esperit indomable de Polon guanyen al final, ja que aconsegueix el títol de "Deessa de l'Esperança".

## Personatges
Polon
Veu: Masako Miura  (japonès)
Filla d'Apol·lo, el déu del sol, és una noia de bon cor però una mica ingènua que vol ser deessa quan sigui gran. No obstant això, els seus intents de demostrar-se digna del títol de deessa solen provocar desastres de proporcions còmiques.
Eros
Veu: Keiko Yamamoto  (japonès)
El Déu de l'Amor i cosí i millor amic de Polon. Dispara fletxes de punta cap al cor per provocar que la gent s'enamori, però com que és una criatura força lletja, irònicament ell no té núvia.
Apol·lo
Veu: Akio Nojima  (japonès)
El pare de Polon i també l'oncle d'Eros, el Déu del Sol. És un borratxo mandrós que descuida una mica la seva filla. La seva tasca principal és conduir cada dia el carro del Sol pel cel, però com que sovint és massa mandrós o està massa begut per fer-ho, Polon sovint acaba conduint el carro ella mateixa.
Zeus
Veu: Masashi Amenomori  (japonès)
El rei dels déus, pare d'Apol·lo i avi de Polon. Tot i la seva edat avançada, té una forta atracció per les dones més joves, cosa que sovint el posa en problemes amb la seva dona, Hera.
Hera
Veu: Eiko Yamada  (japonès)
La reina dels déus, mare d'Apol·lo i àvia de Polon. Se la representa com l'estereotip d'esposa gelosa, una mica neuròtica i atrevida, i sovint respon violentament a les formes coquetes del seu marit Zeus.
Artemis
Veu: Rumiko Ukai  (japonès)
La deessa de la Lluna, una de les tietes de Polon.
Afrodita
Veu: Yoko Kawanami  (japonès)
La deessa de la bellesa i una altra de les tietes de Polon. També és la mare d'Eros. Afrodita és molt bella i molt vana, i passa hores admirant-se al mirall. Està avergonyida del seu fill poc atractiu i sovint renega d'ell.
Posidó
Veu: Banjou Ginga  (japonès)
El Déu del Mar té una alçada molt alta i domina els altres déus. Tot i que és el déu del mar, irònicament no sap nedar.
Atles
Atles és el Tità que aguanta el pes del cel. Se'l mostra amb pessigolles.
Hefest
Veu: Kenichi Ogata  (japonès)
Déu de l'afectació i marit d'Afrodita, és un inventor amable, encara que desconcertant. No obstant això, no li agrada la majoria dels altres déus masculins, especialment Apol·lo, perquè són més guapos que ell.
Atena
Veu: Kachiko Hino  (japonès)
La deessa armada de la saviesa i la guerra. Un dels personatges més seriosos i savis del repartiment. No obstant això, a altres no els agrada la seva actitud.
Dionís
Veu: Masaharu Sato  (japonès)
Déu del vi i de l'alegria, és un home calb i robust amb ulleres fosques. Mai no se'l veu sense una ampolla a la mà. Els altres déus gaudeixen molt de la seva companyia (i del vi que elabora).
Hades
Veu: Naoki Tatsuta  (japonès)
Déu dels inferns, regna sense oposició sobre el seu regne amb la seva dona Persèfone. Els agrada infligir els càstigs i tortures més absurds als condemnats.
Cha Cha Cha
Un científic d'aspecte una mica modern. Desordenat i insensat, es creu genuïnament com la "persona amb més enteniment en aquest món boig de ximples". Intenta ajudar Polon proporcionant-li preparats i pocions que, segons ell, podrien resoldre tots els problemes que Polon trobi en les seves aventures, però sempre fallen en proporcionar l'efecte desitjat. També proporciona a Polon una pols capaç d'induir felicitat i eufòria.
Dosankos
Veu: Masaharu Sato  (japonès)
El cavall d'Apol·lo.
El sol
El Sol amb molts patiments sovint és esquinçat o alterat per Polon i/o els altres déus. S'ha convertit en un gran fumador per fer front a l'estrès de la seva vida.
Narrador
Un follet que explica la història de Polon i els déus mentre es desenvolupa.

## Distribució a l'estranger
A més del seu èxit al Japó, La petita Polon ha estat un programa de televisió de gran èxit a França a La Cinq a finals dels anys vuitanta amb el títol La Petite Olympe et les Dieux, amb el nom de Polon canviat a "Olympe". A Espanya, la sèrie es va emetre amb el nom de La Pequeña Polon i La Petita Polon a Catalunya, emès pel circuit català de TVE-2 a partir del 4 de març de 1986. També es va distribuir a VHS en castellà. Només 24 episodis dels 46 van ser doblats al castellà i al català. Enoki Films USA té la llicència nord-americana de la sèrie d'anime, tot i que mai s'ha publicat comercialment cap doblatge ni subtitulació en anglès de la sèrie.
L'equip de producció de La petita Polon va fer un seguiment de la sèrie el 1983 amb un altre anime basat en un manga de Hideo Azuma, Nanako SOS. En una escena de Nanako SOS, s'està reproduint l'anime de La petita Polon a la televisió.

## Personal d'anime
- Creador original: Hideo Azuma
- Productor executiu: Juzo Tsubota
- Director de sèries: Takao Yotsuji
- Escenaristes: Masaru Yamamoto, Kenji Terada, Toyohiro Ando
- Dissenys de personatges: Toshio Takagi, Tsutomu Fujita
- Directors d'animació: Toshio Takagi, Hirokazu Ishiyuki
- Música: Masayuki Yamamoto
- Representació de la cançó temàtica: Yoshie Hara
- Producció: Kokusai Eiga (Movie International Co., Ltd.) / Fuji TV